# Moldcell
Moldcell (rumänska Societatea pe Acţiuni "Moldcell") är en mobiloperatör i Moldavien. Operatören startade sin aktivitet den 28 april 2000 och bytte sin logo två gångar år 2002, och till den nuvarande logon den 28 april 2010. Moldcell är en del av det svensk-finska företaget Telia Sonera (regionen Eurasien). De har samma logo och färg som de andra operatörerna i Telia Sonera Group i Eurasien (Kcell, Geocell, Ucell, Ncell, Tcell, Azercell).
Operatören driver nät med standarden GSM och UMTS.

## Allmän information
Standardanslutning: GSM och UMTS.
Använd frekvens: 900 MHz och 1800 MHz GSM-standarden, och 2100 MHz i standarden UMTS.
Telefonnätet nummer:
I internationellt format är telefonnummer
```
 +37378xxxxx
 +37379xxxxx
```

I nationellt format används 0 i stället för 373, och numren har åtta siffror
```
078xxxxx
079xxxxx
```

Totalt per den 1 juli 2010 i hade operatören 1,8 miljoner telefonnummer.
Mobile Network Code: är 259 02